# Ким Рэвон

Ким Рэ Вон (кор. 김래원; родился 19 марта 1981 года) — южнокорейский актер кино и телевидения.

## Биография
Ким Рэ Вон в детстве хотел стать профессиональным баскетболистом, но получил травму голеностопа, поэтому мечта не сбылась. В университете Чанг-Анг начал оттачивать актерское мастерство в студенческом театре. Ким впервые дебютировал в подростковой драме 1997 года «Я» в роли новичка в радиовещательном клубе своей средней школы. Потом последовала еще одна подростковая драма «Школа 2» (1999) и фильм о становлении совершеннолетним «Цветок сливы». (2000).

## Карьера
Начало 00-х годов принесло Киму небывалую популярность. В 2002 году Ким сыграл главную роль в романтической комедии «Моя любовь Пацци». В 2003 году, сыграл бездельника-студента юридического факультета, который сожительствует с девушкой (Чжон Да Бин) в популярном романтическом сериале «Кошки на крыше».В мелодраме «ing» он сыграл беззаботного фотографа, который входит в жизнь девушки-интроверта. В мелодраме «Моя маленькая невеста» играет выпускника колледжа, вынужденного жениться на старшекласснице (Мун Гын Ен). Фильм в Корее стал настоящим хитом и вторым самым кассовым корейским фильмом 2004 года.
Ким продолжал играть романтических героев на телевидении, в таких драмах, как «Снеговик» (2003), История любви в Гарварде (2004), и «Из какой ты звезды» (2006). Но на большом экране он сосредоточился на более мрачных, мужественных ролях. Он сыграл подонка, ставшего полицейским в триллере «Мистер Сократ» (2005), бывшего гангстера, пытающегося начать все с чистого листа в триллере «Подсолнух» (2006), и антигероя- художника реставратора в фильме «Инсадонский скандал»(2009)
В 2011 Ким снялся в сериале «Обещание на тысячу дней» (2011) известного телевизионного сценариста Ким Су Хена. Ким произвел впечатление на аудиторию своим изображением персонажа, разрывающегося между давней подругой и женщиной, которую он по-настоящему любит, но страдающей от ранней стадии болезни Альцгеймера.
В фильме 2012 года «Мой маленький герой» (выпущен на международном языке как «Чудесный момент») Ким сыграл циничного музыкального директора школы, который помогает маленькому мальчику смешанной расы с южнокорейским и филиппинским наследием на конкурсе прослушиваний.
В 2014 году он снялся в юридическом сериале «Панч» (Удар), где поразил критиков своим реалистичным изображением прокурора, которому осталось жить из за болезни всего шесть месяцев. Остаток жизни он посвящает свержению коррумпированных чиновников в рамках правовой системы.
Ким так же снялся в нескольких успешных фильмах «Врачи» (2016) и «Черный рыцарь: человек, который охраняет меня» (2018).
В июле 2021 года контракт HB Entertainment закончился, и Ким решил не продлевать его.
В 2022 году Ким возвращается на телевидение SBS, и участвует в проекте «Первые спасатели». Это для Кима был первый эфирный телесериал за шесть лет перерыва, начиная с 2016 года. Премьера второго сезона запланирована на 2023 год.
В апреле 2022 года сообщалось, что Ким основал агентство The Whale Company.

## Личная жизнь
28 сентября 2011 года в Южной Корее сообщается, что Ким Рэ Вон был вовлечен в драку с официанткой в баре в Каннаме, где он и сотрудники его агентства Bless Entertainment выпивали. Он выступил с опровержением, утверждая, что он всего лишь вмешался в словесную перепалку между женщиной и представителем агентства, а позже принес публичные извинения.
Долгое время ходили слухи, что Ким происходит из очень богатой семьи, но он опроверг это в гостевом выступлении 14 января 2013 года, на ток-шоу Healing Camp. Но все же он подтвердил, что действительно унаследовал квартиру во время учебы, а также крупную сумму денег от своей бабушки.
Ким — практикующий католик

### Фильмография
| Год       | Название                                      | Роль           | Примечание |
| --------- | --------------------------------------------- | -------------- | ---------- |
| 2000      | Сливовый цвет                                 | Ким Ча-хё      |            |
| 2000      | Харпи                                         | Хен Со         |            |
| 2001      | Жизнь прекрасна                               | Ли Хе мин      | сериал     |
| 2002      | Операция 2424                                 | Хан Ик со      |            |
| 2002      | Моя любовь Пхатчхи                            | Ким Хё Сон     | сериал     |
| 2003      | …ить                                          | Ён Хе          |            |
| 2003      | Кот на крыше                                  | Ли Кён Мин     | сериал     |
| 2003      | Снеговик                                      | Cha Seong-joon | сериал     |
| 2004      | Моя маленькая невеста                         | Пак Са Мин     |            |
| 2004      | История любви в Гарварде                      | Ким Хён Ву     |            |
| 2004      | Скажи, что любишь меня                        | Ким Бен Су     |            |
| 2005      | Мистер Сократ                                 | Ку Дон Хёк     |            |
| 2006      | С какой ты звезды?                            | О Те Сик       | сериал     |
| 2007      | Чудесные годы                                 | Clown          |            |
| 2008      | Цветочная тень                                | Сон Сё Ву      |            |
| 2008      | Гурман                                        | Ли Сё Чан      | сериал     |
| 2009      | Скандал в Инсадоне                            | Ли Ган джун    |            |
| 2013      | Обещание в тысячу дней                        | Пак Джи Хен    | сериал     |
| 2014      | Мой маленький герой                           | Ю Иль Ха       |            |
| 2014      | Каннам 1970                                   | Ба Ён Джи      |            |
| 2014      | Сегодня тоже актриса                          |                |            |
| 2024-2015 | Удар                                          | Пак Ё Хван     | сериал     |
| 2016      | Врачи                                         | Хон Хи Джо     | сериал     |
| 2017      | Тюрьма                                        | Сон Ю Ген      |            |
| 2017      | Воскрешение                                   | Со Джин Хо     |            |
| 2017-2018 | Чёрный рыцарь                                 | Сун Со Хо      | сериал     |
| 2019      | Да здравствует король!                        | Kim Ja-hyo     |            |
| 2019      | Самый обычный роман                           | Джей Хон       |            |
| 2021      | Л.У.К.А.: Начало                              | Джи О          | сериал     |
| 2022      | Децибел                                       | Кан До Ён      |            |
| 2022-2023 | Полицейский участок рядом с пожарной станцией | Джин Хо га     | сериал     |
| 2023      | Луна                                          | Ли Се Вон      |            |